# 강릉시립미술관
강릉시립미술관은 강원특별자치도 강릉시에 있는 미술관이다.

## 연혁
- 2006년 9월 8일 강릉미술관으로 개관
- 2013년 4월 18일 정식 인가 및 강릉시립미술관으로 재개관

## 관람 안내
- 관람 시간: 화~일요일 09:00 ~ 18:00
- 휴관일: 매년 1월 1일, 매주 월요일, 설 연휴 및 추석 연휴